# Lucas Guzmán
Lucas Lautaro Guzmán (Merlo, 17 de julio de 1994) es un extaekwondista argentino.
Ganó una medalla en el Campeonato Mundial de Taekwondo de 2019 y cuatro medallas en el Campeonato Panamericano de Taekwondo entre los años 2014 y 2022. En los Juegos Panamericanos consiguió tres medallas en Toronto 2015, Lima 2019 y Santiago 2023.
Participó en dos Juegos Olímpicos de Verano en los años 2020 y 2024, obteniendo como mejor resultado un quinto puesto en Tokio 2020 en la categoría –58 kg.

## Palmarés internacional
| Campeonato Mundial      | Campeonato Mundial           | Campeonato Mundial | Campeonato Mundial |
| Año                     | Lugar                        | Medalla            | Categoría          |
| ----------------------- | ---------------------------- | ------------------ | ------------------ |
| 2019                    | Mánchester (Reino Unido)     | Medalla de bronce  | –58 kg             |
| Juegos Panamericanos    |                              |                    |                    |
| Año                     | Lugar                        | Medalla            | Categoría          |
| 2015                    | Toronto (Canadá)             | Medalla de bronce  | –58 kg             |
| 2019                    | Lima (Perú)                  | Medalla de oro     | –58 kg             |
| 2023                    | Santiago (Chile)             | Medalla de plata   | –58 kg             |
| Campeonato Panamericano |                              |                    |                    |
| Año                     | Lugar                        | Medalla            | Categoría          |
| 2014                    | Aguascalientes (México)      | Medalla de plata   | –58 kg             |
| 2016                    | Querétaro (México)           | Medalla de plata   | –63 kg             |
| 2018                    | Spokane (Estados Unidos)     | Medalla de bronce  | –63 kg             |
| 2022                    | Punta Cana (Rep. Dominicana) | Medalla de plata   | –63 kg             |

## Premios
- Olimpia de plata (2019)[5]
- Premio Konex - Diploma al Mérito (2020)[6]